# Bajram Begaj
Bajram Begaj, né le 20 mars 1967, est un militaire et homme d'État albanais. Il est président de la république d'Albanie depuis le 24 juillet 2022. 
Officier supérieur et docteur en médecine, il sert en tant que chef d'état-major général des Forces armées albanaises de 2020 à 2022,,. 
Le 3 juin 2022, Begaj est officiellement investi par le parti au pouvoir, le PSSh, en tant que candidat pour l'élection présidentielle albanaise de 2022. Le 4 juin 2022, il est élu président de la République par l'Assemblée d'Albanie.

## Biographie

### Formation médicale et vie privée
Bajram Begaj est né le 20 mars 1967 à Rrogozhinë. Il est diplômé de la Faculté de médecine de l'université de Tirana (Département de médecine générale) en 1989 et est devenu médecin actif en 1998. Après avoir obtenu son doctorat professionnel, il détient le titre de professeur associé en médecine.
Il est marié et a deux fils.

### Carrière militaire
Au cours de ses 31 ans de carrière militaire, il a participé à de nombreux séminaires de formation et suivi des cours en sécurité et défense à école supérieure de médecine de troisième cycle, une spécialisation postdoctorale en gastrohépatologie, un cours de gestion hospitalière et un cours de leadership médical stratégique aux États-Unis et un cours de spécialisation en médecine et un cours de santé en Grèce,.
Auparavant, le major Begaj a été commandant du Centre de doctrine et d'enseignement dans les forces armées albanaises. Il a occupé divers autres postes, notamment : chef de l'unité médicale militaire et directeur militaire adjoint du SUT, directeur de l'hôpital militaire, directeur de l'inspection de la santé, etc. Begaj a été nommé chef d'état-major général des Forces armées albanaises en juillet 2020 et a pris ses fonctions plus tard ce mois-là.

### Président de la République

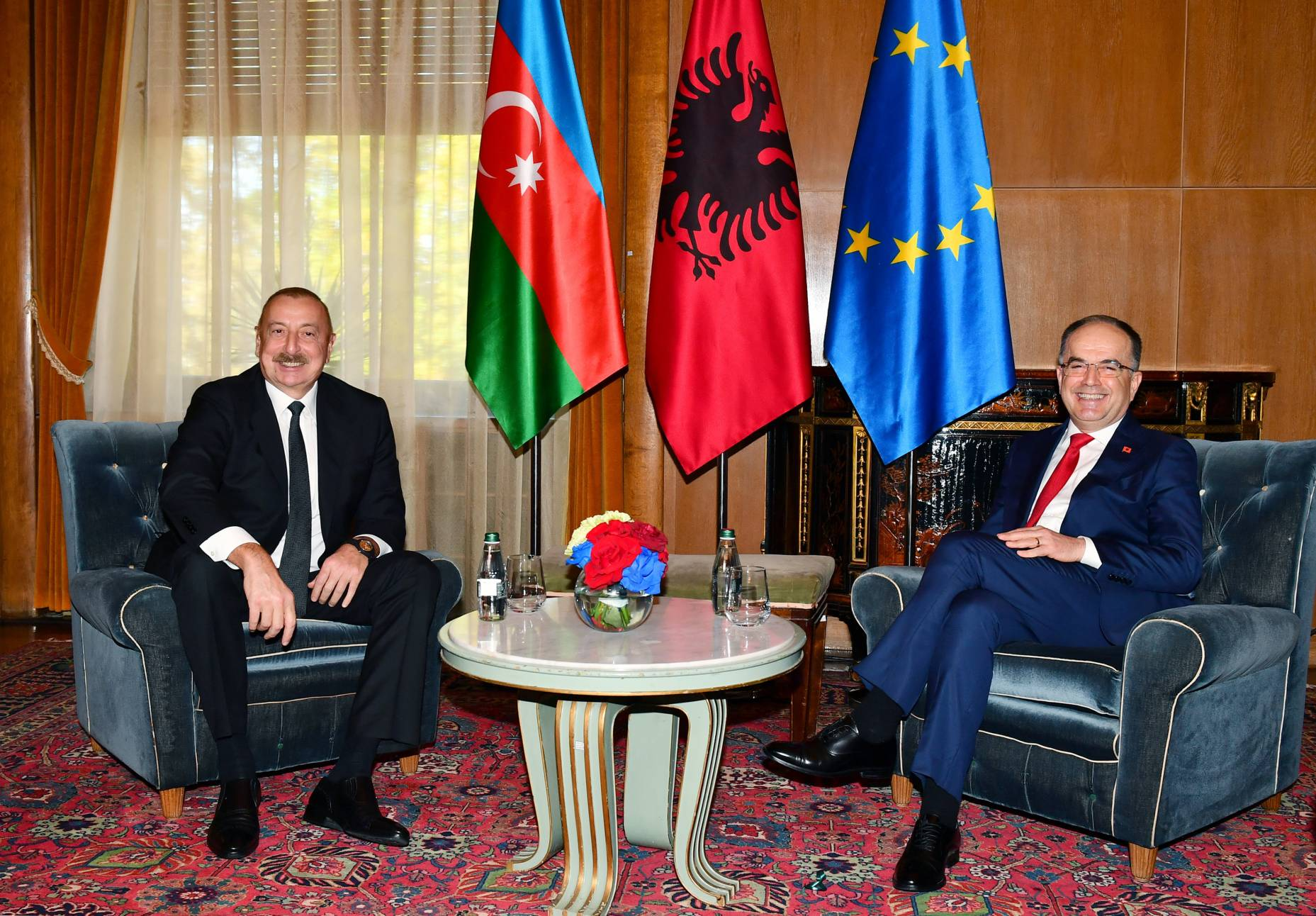
Ilham Aliyev and Bajram Begaj

Le 4 juin 2022, alors qu'il est le seul candidat à l'élection présidentielle, il est élu président de la république au 4e tour de scrutin, recueillant 78 voix de l'Assemblée d'Albanie, 4 contre et 57 abstentions. Il prête serment le 24 juillet 2022 devant le Parlement.